# Louis Biesbrouck
Louis Biesbrouck (Haarlem, 20 febbraio 1921 – Heemstede, 20 dicembre 2005) è stato un calciatore olandese, di ruolo centrocampista.

## Carriera
A livello di club, Louis Biesbrouck ha militato tra le file dell'Heemstede.
Ha giocato anche 19 partite con la Nazionale di calcio dei Paesi Bassi; l'esordio è avvenuto il 10 dicembre 1950, a Parigi, contro la Francia. Ha preso parte anche alle Olimpiadi di Helsinki 1952.

## Statistiche

### Cronologia presenze e reti in Nazionale
| Cronologia completa delle presenze e delle reti in nazionale ― Paesi Bassi | Cronologia completa delle presenze e delle reti in nazionale ― Paesi Bassi | Cronologia completa delle presenze e delle reti in nazionale ― Paesi Bassi | Cronologia completa delle presenze e delle reti in nazionale ― Paesi Bassi | Cronologia completa delle presenze e delle reti in nazionale ― Paesi Bassi | Cronologia completa delle presenze e delle reti in nazionale ― Paesi Bassi | Cronologia completa delle presenze e delle reti in nazionale ― Paesi Bassi | Cronologia completa delle presenze e delle reti in nazionale ― Paesi Bassi |
| Data                                                                       | Città                                                                      | In casa                                                                    | Risultato                                                                  | Ospiti                                                                     | Competizione                                                               | Reti                                                                       | Note                                                                       |
| -------------------------------------------------------------------------- | -------------------------------------------------------------------------- | -------------------------------------------------------------------------- | -------------------------------------------------------------------------- | -------------------------------------------------------------------------- | -------------------------------------------------------------------------- | -------------------------------------------------------------------------- | -------------------------------------------------------------------------- |
| 10-12-1950                                                                 | Parigi                                                                     | Francia                                                                    | 5 – 2                                                                      | Paesi Bassi                                                                | Amichevole                                                                 | -                                                                          |                                                                            |
| 15-4-1951                                                                  | Amsterdam                                                                  | Paesi Bassi                                                                | 5 – 4                                                                      | Belgio                                                                     | Amichevole                                                                 | -                                                                          |                                                                            |
| 6-6-1951                                                                   | Rotterdam                                                                  | Paesi Bassi                                                                | 2 – 3                                                                      | Norvegia                                                                   | Amichevole                                                                 | -                                                                          |                                                                            |
| 27-10-1951                                                                 | Rotterdam                                                                  | Paesi Bassi                                                                | 4 – 4                                                                      | Finlandia                                                                  | Amichevole                                                                 | -                                                                          | 63’                                                                        |
| 25-11-1951                                                                 | Rotterdam                                                                  | Paesi Bassi                                                                | 6 – 7                                                                      | Belgio                                                                     | Amichevole                                                                 | -                                                                          |                                                                            |
| 6-4-1952                                                                   | Anversa                                                                    | Belgio                                                                     | 4 – 2                                                                      | Paesi Bassi                                                                | Amichevole                                                                 | -                                                                          |                                                                            |
| 14-5-1952                                                                  | Amsterdam                                                                  | Paesi Bassi                                                                | 0 – 0                                                                      | Svezia                                                                     | Amichevole                                                                 | -                                                                          |                                                                            |
| 16-7-1952                                                                  | Turku                                                                      | Paesi Bassi                                                                | 1 – 5                                                                      | Brasile                                                                    | Olimpiadi 1952                                                             | -                                                                          |                                                                            |
| 21-9-1952                                                                  | Copenaghen                                                                 | Danimarca                                                                  | 3 – 2                                                                      | Paesi Bassi                                                                | Amichevole                                                                 | -                                                                          |                                                                            |
| 19-10-1952                                                                 | Anversa                                                                    | Belgio                                                                     | 2 – 1                                                                      | Paesi Bassi                                                                | Amichevole                                                                 | -                                                                          |                                                                            |
| 15-11-1952                                                                 | Hull                                                                       | Inghilterra                                                                | 2 – 2                                                                      | Paesi Bassi                                                                | Amichevole                                                                 | -                                                                          |                                                                            |
| 7-3-1953                                                                   | Rotterdam                                                                  | Paesi Bassi                                                                | 1 – 2                                                                      | Danimarca                                                                  | Amichevole                                                                 | -                                                                          |                                                                            |
| 19-4-1953                                                                  | Amsterdam                                                                  | Paesi Bassi                                                                | 0 – 2                                                                      | Belgio                                                                     | Amichevole                                                                 | -                                                                          |                                                                            |
| 27-9-1953                                                                  | Oslo                                                                       | Norvegia                                                                   | 4 – 0                                                                      | Paesi Bassi                                                                | Amichevole                                                                 | -                                                                          |                                                                            |
| 25-10-1953                                                                 | Rotterdam                                                                  | Paesi Bassi                                                                | 1 – 0                                                                      | Belgio                                                                     | Amichevole                                                                 | -                                                                          |                                                                            |
| 7-3-1954                                                                   | Rotterdam                                                                  | Paesi Bassi                                                                | 1 – 0                                                                      | Inghilterra                                                                | Amichevole                                                                 | -                                                                          |                                                                            |
| 4-4-1954                                                                   | Anversa                                                                    | Belgio                                                                     | 4 – 0                                                                      | Paesi Bassi                                                                | Amichevole                                                                 | -                                                                          |                                                                            |
| 19-5-1954                                                                  | Stoccolma                                                                  | Svezia                                                                     | 6 – 1                                                                      | Paesi Bassi                                                                | Amichevole                                                                 | -                                                                          |                                                                            |
| 30-5-1954                                                                  | Zurigo                                                                     | Svizzera                                                                   | 3 – 1                                                                      | Paesi Bassi                                                                | Amichevole                                                                 | -                                                                          |                                                                            |
| Totale                                                                     |                                                                            | Presenze                                                                   | 19                                                                         |                                                                            | Reti                                                                       | 0                                                                          |                                                                            |

## Palmarès
- Campionato olandese: 1

RCH: 1952-1953